# In a Reverie
Albums de Lacuna Coil
Lacuna Coil
(1998) Halflife
(2000)
In a Reverie est le premier album studio du groupe italien Lacuna Coil. Il est sorti le 8 juin 1999 sur le label Century Media Records et a été produit par Waldemar Sorychta.

## Historique
Cet album fut enregistré en Allemagne dans les studios Woodhouse à Hagen. Dans sa chronique de l'album pour AllMusic, Steve Huey lui trouve des similarités avec les groupes The Gathering et Moonspell, tout en reconnaissant que le groupe possède son propre son.
Century Media ressortira l'album en 2005 avec une pochette différente et des bonus pour ordinateur.

## Liste des titres
| No | Titre              | Paroles                        | Musique                                | Durée |
| -- | ------------------ | ------------------------------ | -------------------------------------- | ----- |
| 1. | Circle             | Cristina Scabbia, Andrea Ferro | Marco Coti Zelati, Christiano Migliore | 3:55  |
| 2. | Stalely Lover      | Scabbia, Ferro                 | Coti Zelati, Migliore                  | 4:53  |
| 3. | Honeymoon Suite    | Scabbia, Ferro                 | Coti Zelati, Migliore                  | 4:32  |
| 4. | My Wings           | Scabbia, Ferro                 | Coti Zelati, Migliore                  | 3:45  |
| 5. | To Myself I Turned | Scabbia                        | Waldemar Sorychta                      | 4:25  |
| 6. | Cold               | Scabbia, Ferro                 | Coti Zelati, Migliore                  | 4:20  |
| 7. | Reverie            | Scabbia, Ferro                 | Coti Zelati, Migliore                  | 6:20  |
| 8. | Veins of Glass     | Scabbia, Ferro                 | Coti Zelati, Migliore                  | 5:13  |
| 9. | Falling Again      | Scabbia                        | Coti Zelati                            | 5:07  |

## Musiciens
- Cristina Scabbia: chant
- Andrea Ferro: chant
- Marco Coti Zelati: basse
- Christiano Migliore: guitares
- Cristiano Mozzati: batterie, percussions

avec
- Waldemar Sorychta: claviers et production